# 大阪みどりの百選
大阪みどりの百選（おおさかみどりのひゃくせん）は、大阪府が選定している大阪府内の自然名所100か所のことである。1989年に選定された。
大阪府で開催された国際花と緑の博覧会（1990年）を記念して、府民による投票を行った。投票の結果に基づき、大阪府下の以下の100か所が選定された。

## 一覧
※大阪府下の地域区分は、公式サイトでの区分にならった。

### 大阪市
- 大阪城公園（大阪市中央区）
- 口縄坂（大阪市天王寺区）
- 毛馬桜の宮公園と桜の通り抜け（大阪市北区・都島区）
- 城北公園の菖蒲園（大阪市旭区）
- 住吉大社と太鼓橋（大阪市住吉区）
- 泉光園（大阪市大正区）
- 鶴見緑地（大阪市鶴見区・守口市）
- 長居公園（大阪市東住吉区）
- 中之島公園（大阪市北区）
- 御堂筋のいちょう並木（大阪市北区・中央区）

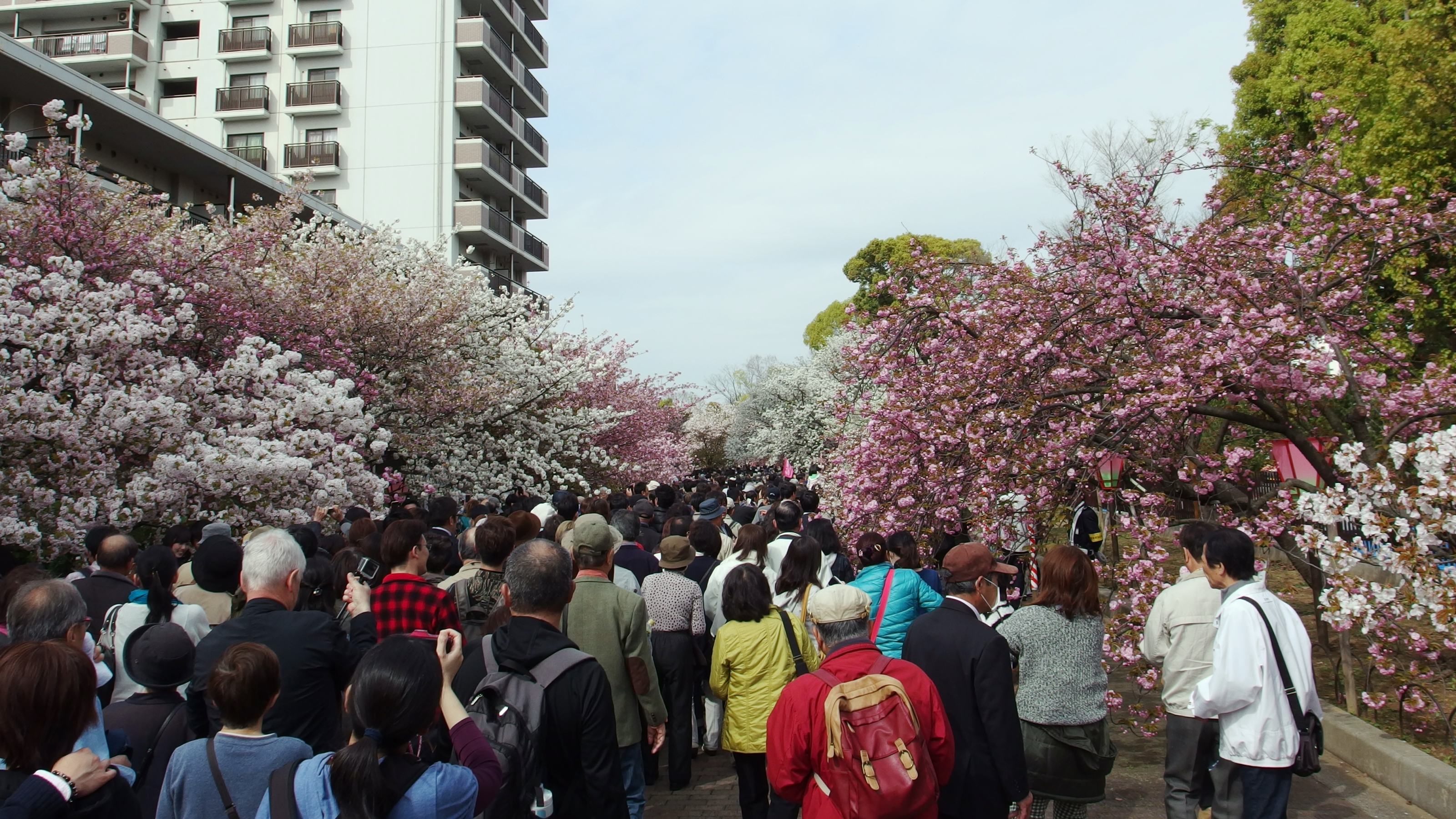
造幣局桜の通り抜け
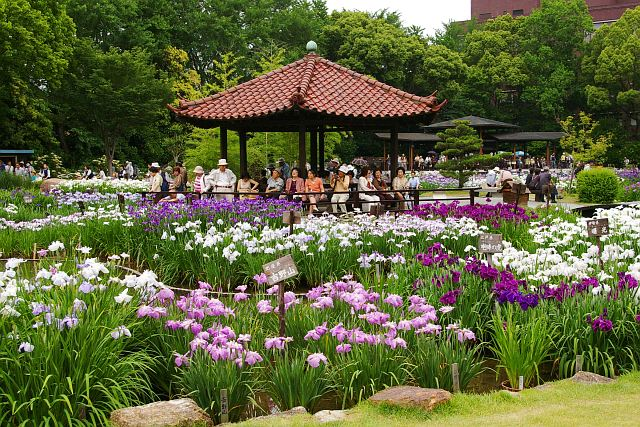
城北公園の菖蒲園
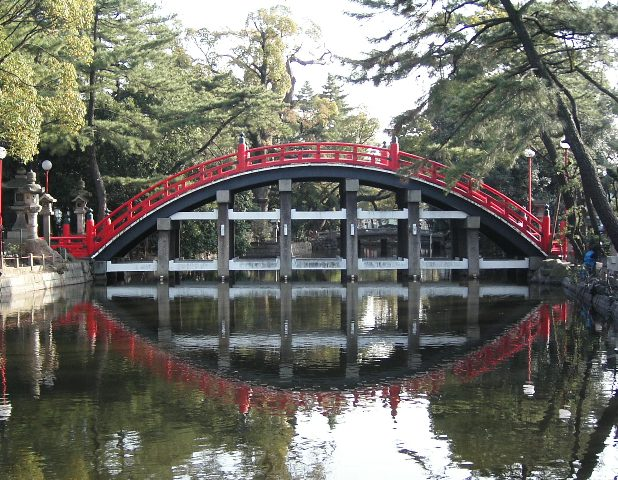
住吉大社の太鼓橋
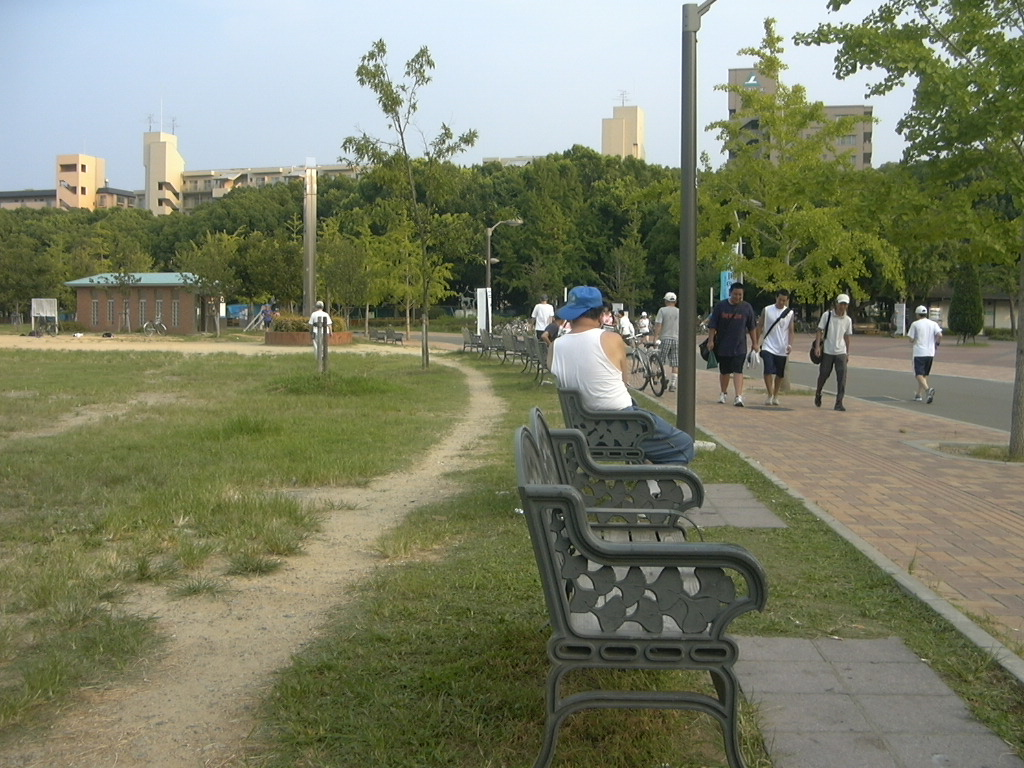
長居公園
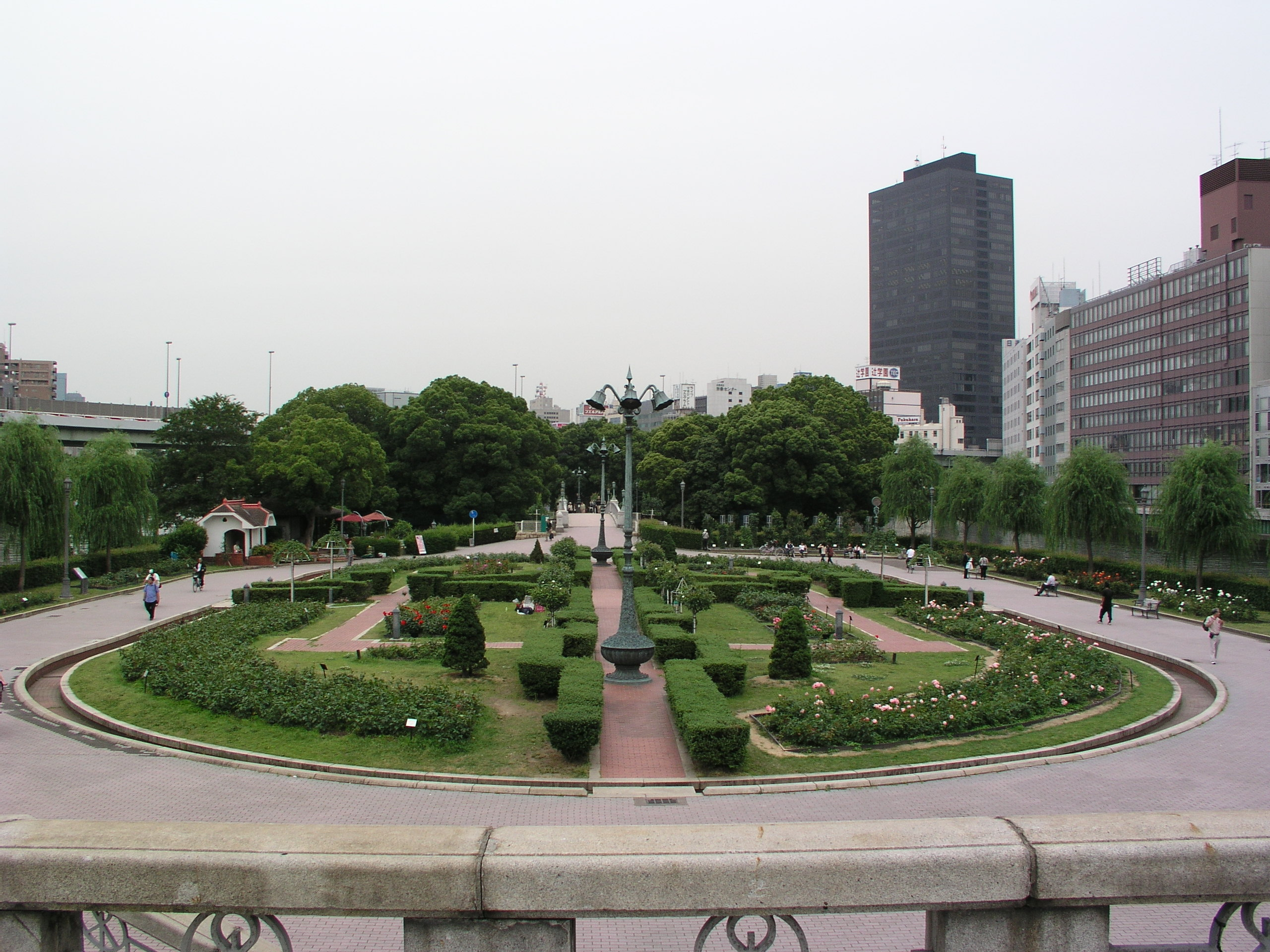
中之島公園
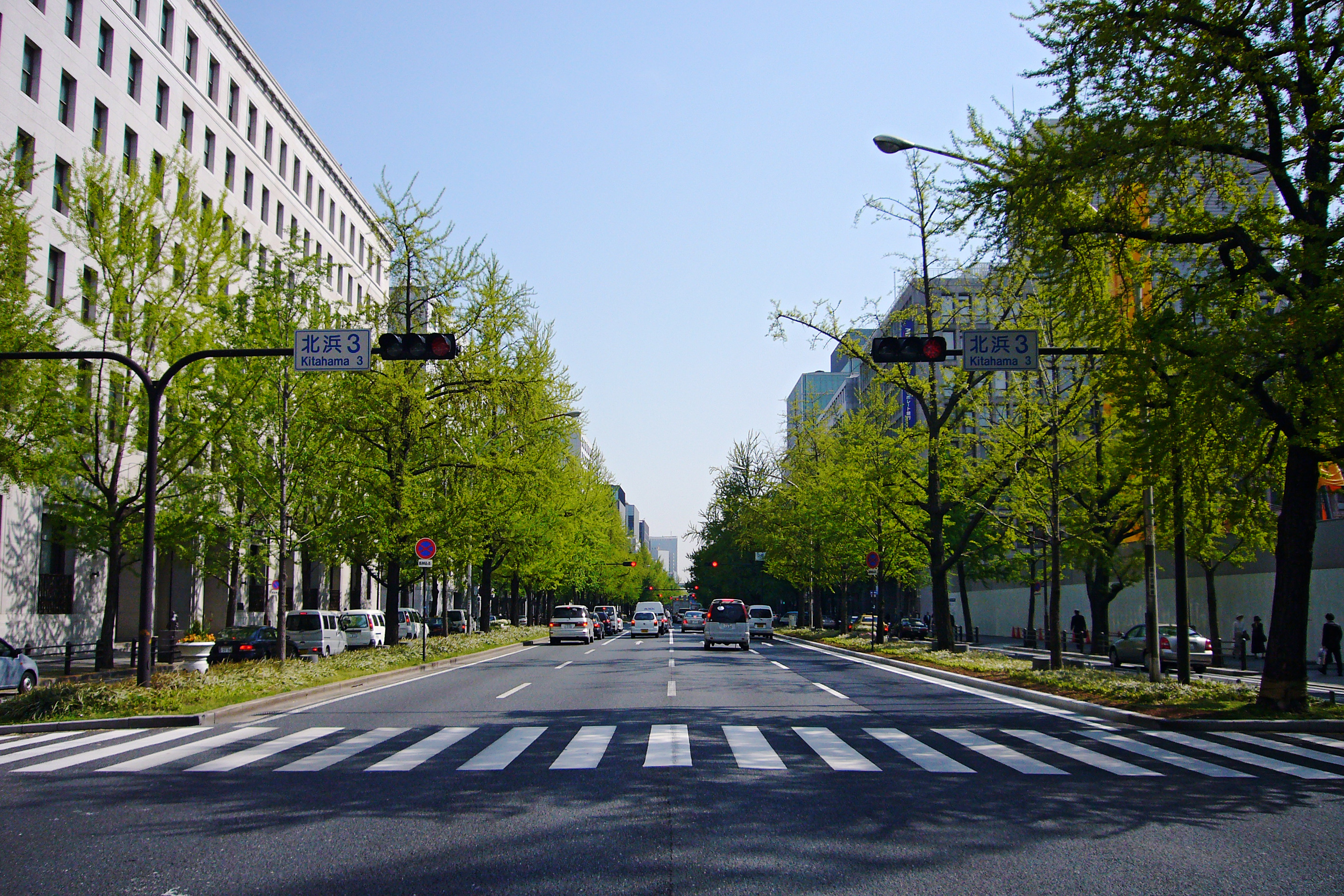
御堂筋のイチョウ並木
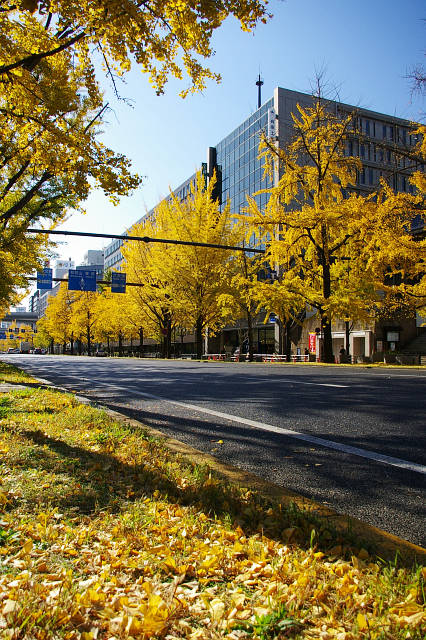
御堂筋のイチョウ並木

### 北大阪地域
- 千里の竹林（吹田市・豊中市）
- 東光院（豊中市）
- 服部緑地（豊中市）
- 五月山公園（池田市）
- 水月公園（池田市）
- 万博記念公園（吹田市）
- 鵜殿のヨシ原（高槻市）
- 摂津峡（高槻市）

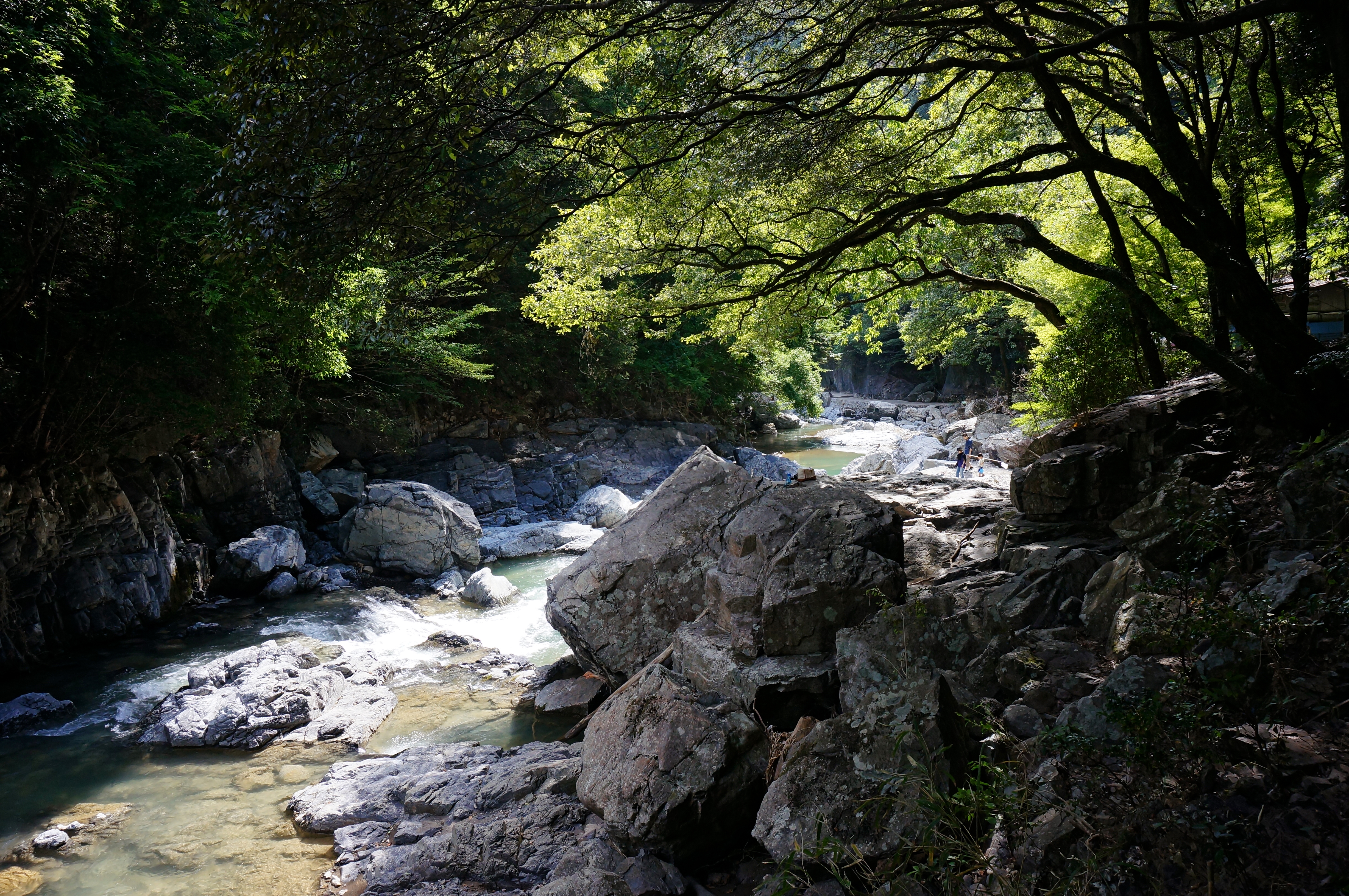
摂津峡
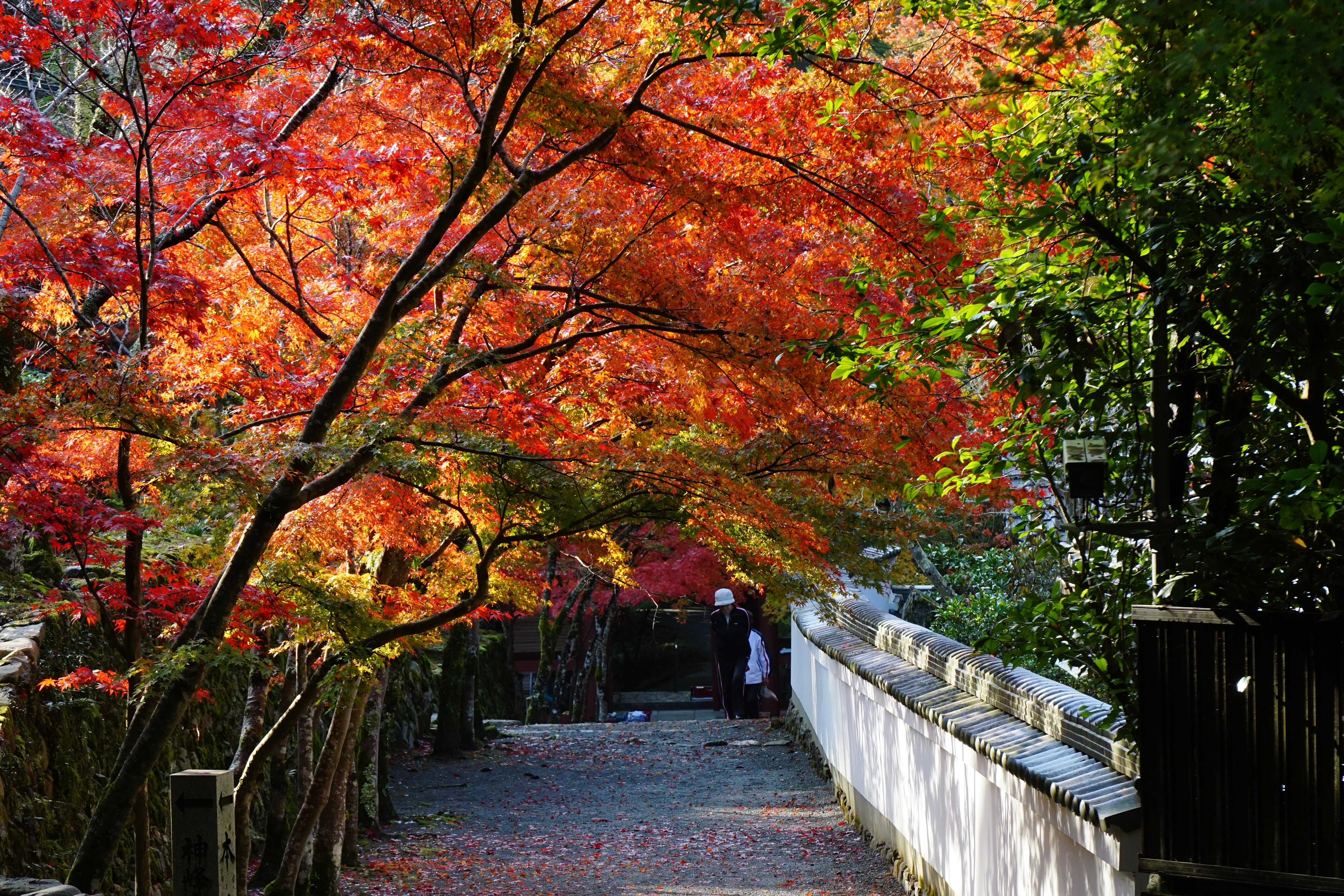
本山寺と神峰山の森（高槻市）
- 西河原公園（茨木市）
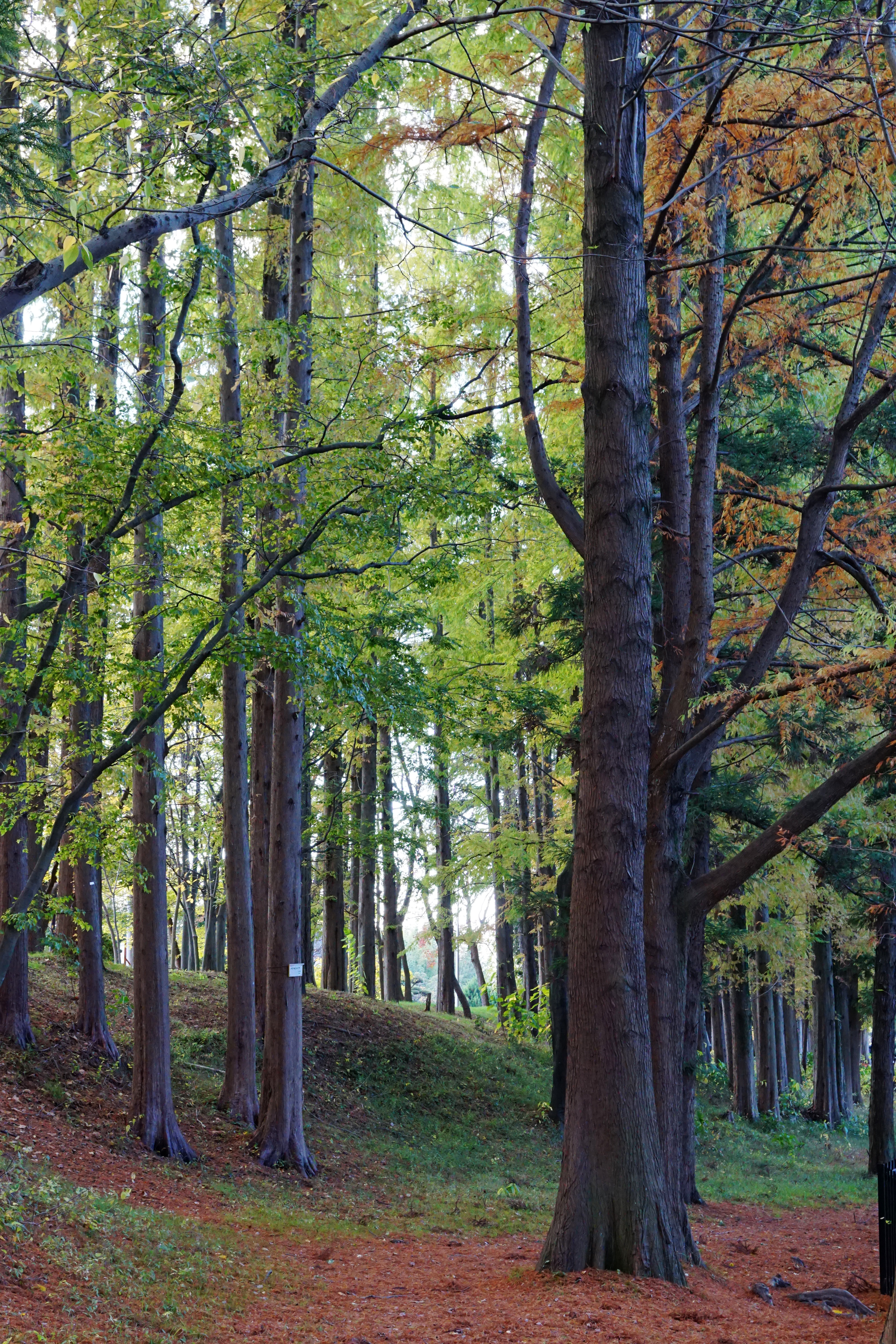
元茨木川緑地の桜（茨木市）
- 竜王山と忍頂寺（茨木市）
- 勝尾寺（箕面市）
- 市道才ヶ原線の桜並木（箕面市）
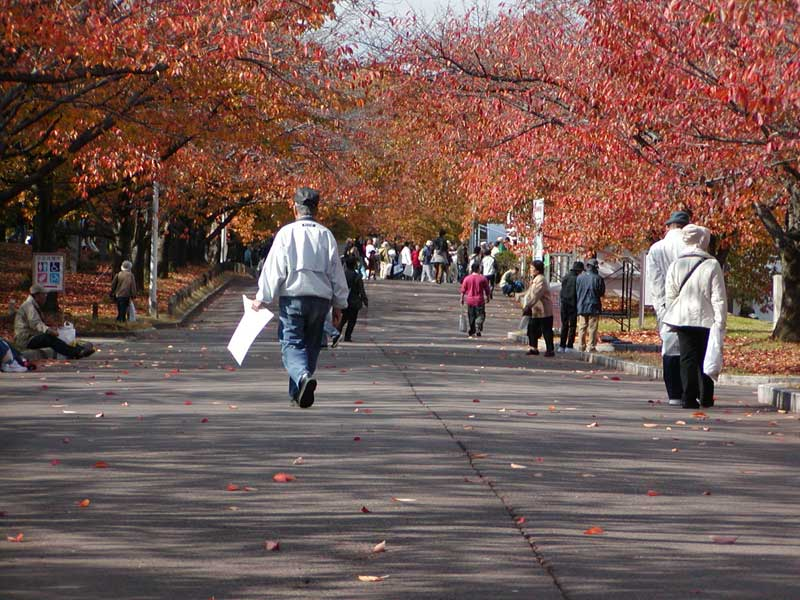
箕面公園（箕面市）
- 弥栄の樟（摂津市）
- 若山神社のシイ林（三島郡島本町）
- 初谷川付近（豊能郡豊能町）
- 能勢の妙見山（豊能郡能勢町）
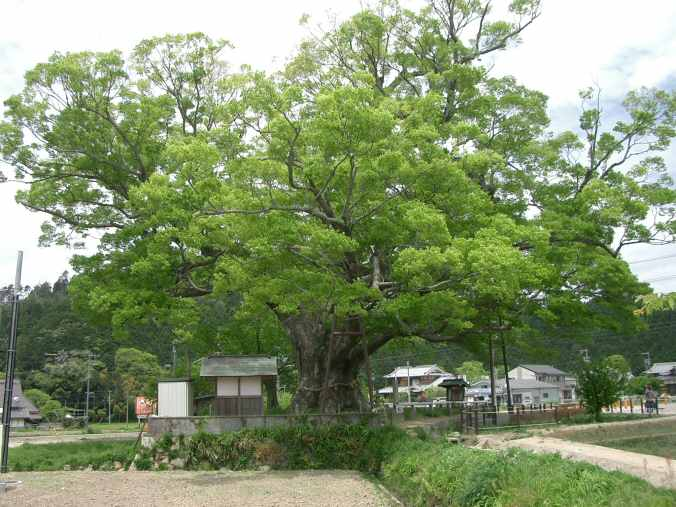
野間の大ケヤキ（豊能郡能勢町）
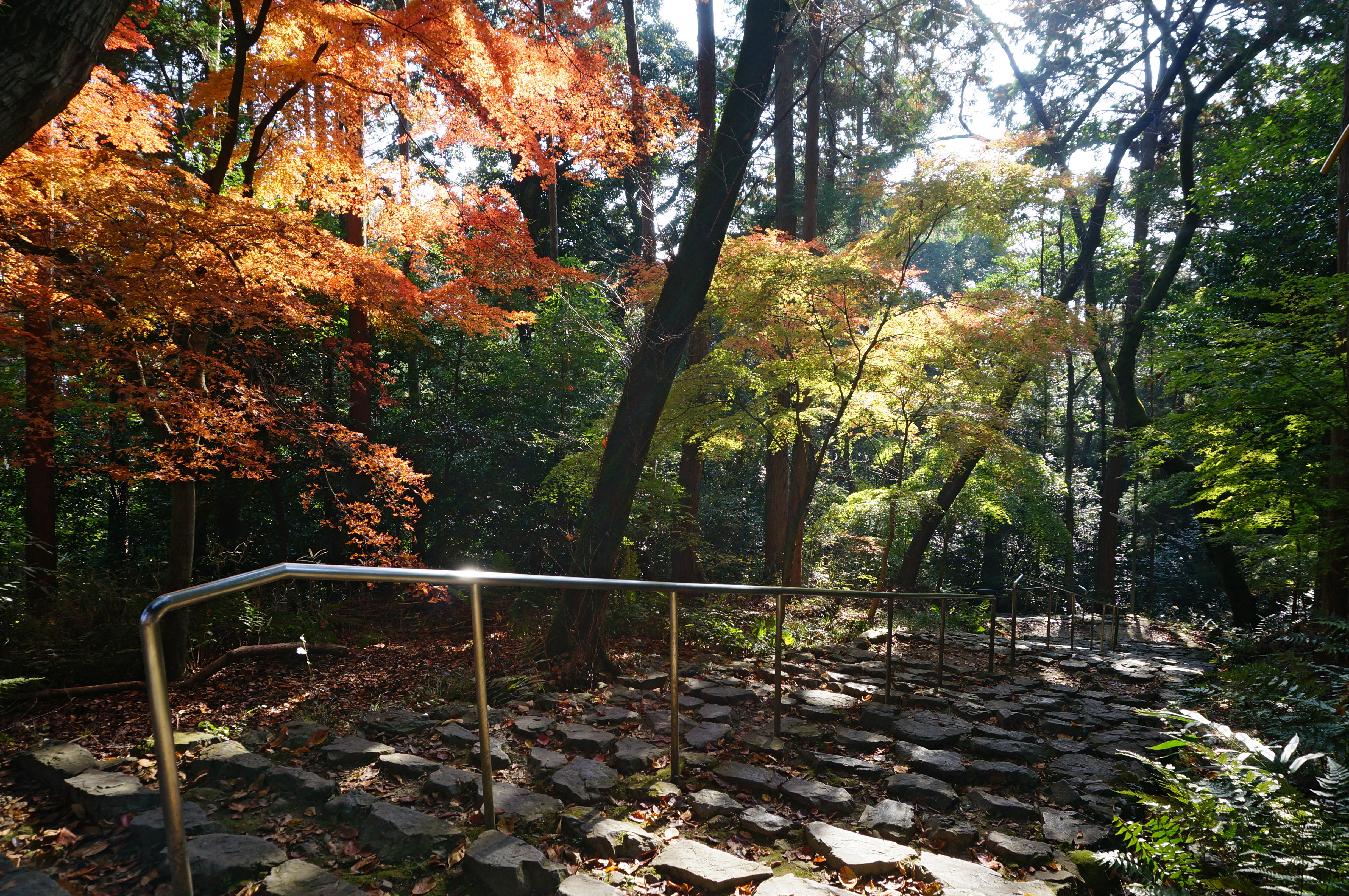
若山神社

- 摂津峡
- 神峰山寺
- 服部緑地
- 万博公園
- 野間の大ケヤキ
- 若山神社

### 東大阪地域
- 佐太天神宮の森（守口市）
- 桃町緑道（守口市）
- 樟葉交野天神社の森（枚方市）
- 久宝寺緑地（東大阪市・八尾市・大阪市平野区）
- 玉串川の桜（八尾市）

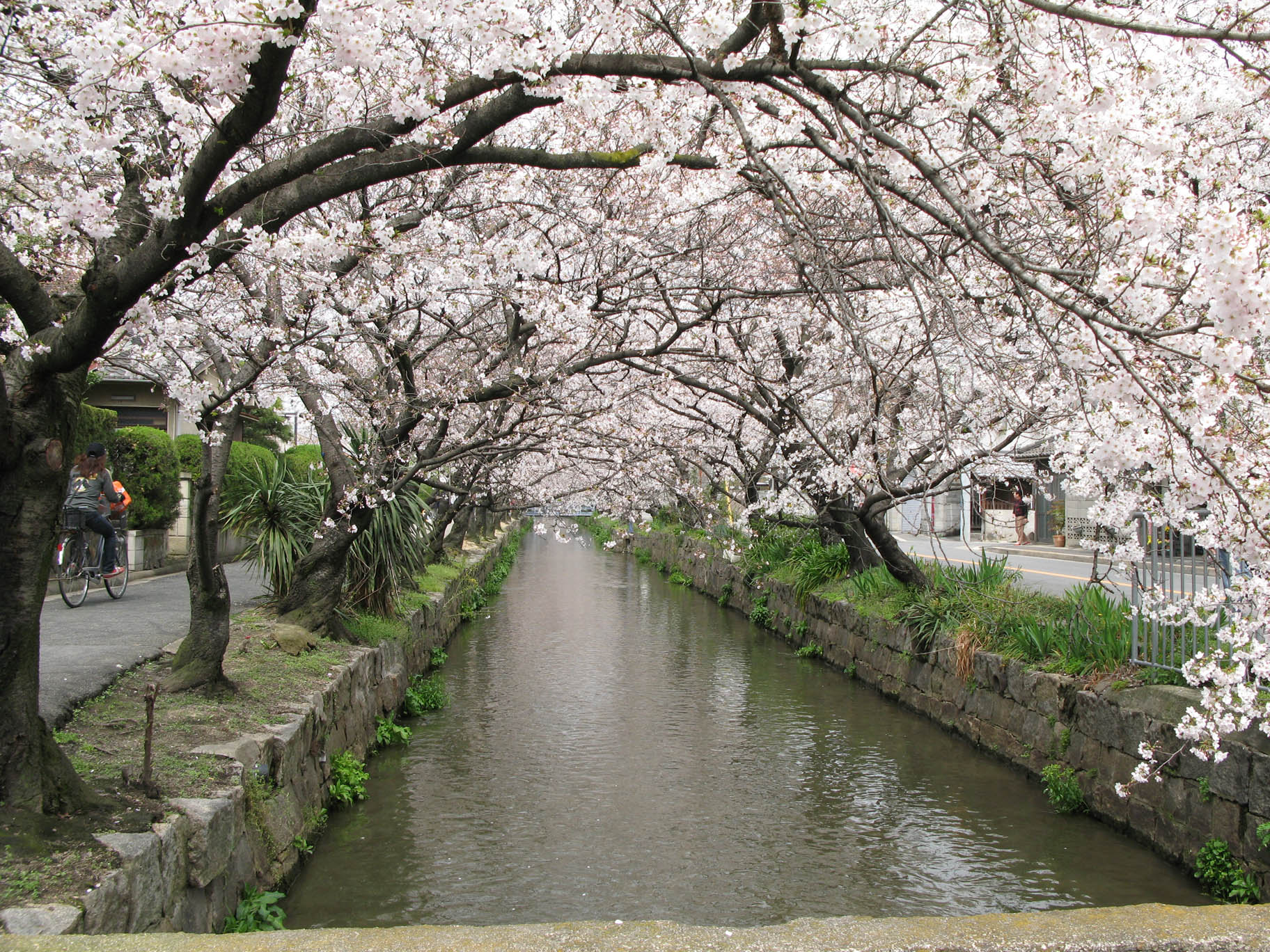
玉串川
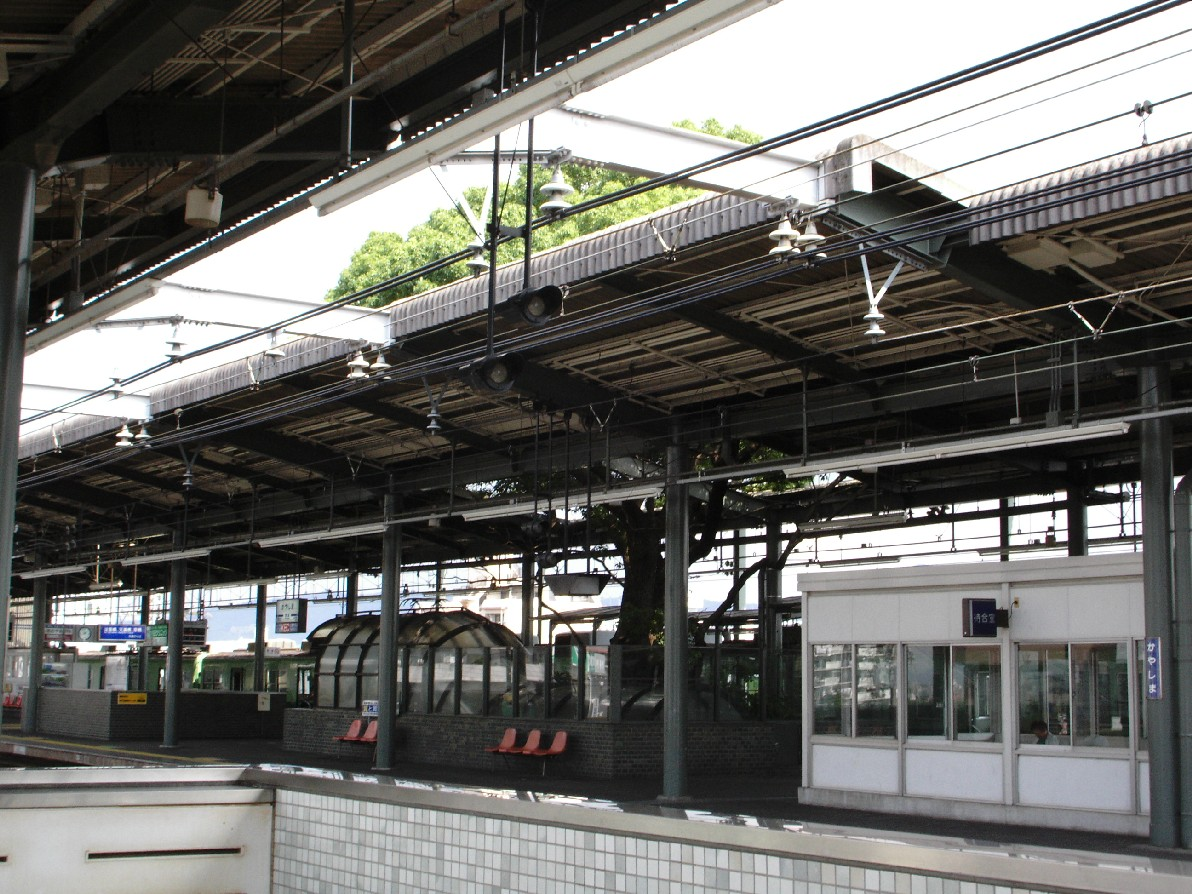
萱島駅の大楠（寝屋川市）
- 幹線用水路の桜（寝屋川市）
- 飯盛山と四条畷神社（大東市・四條畷市）
- 野崎観音の緑（大東市）
- 高尾山山麓の森（柏原市）
- 薫蓋樟（門真市）
- 砂子水路の桜（門真市）
- 生駒の山なみ（東大阪市）
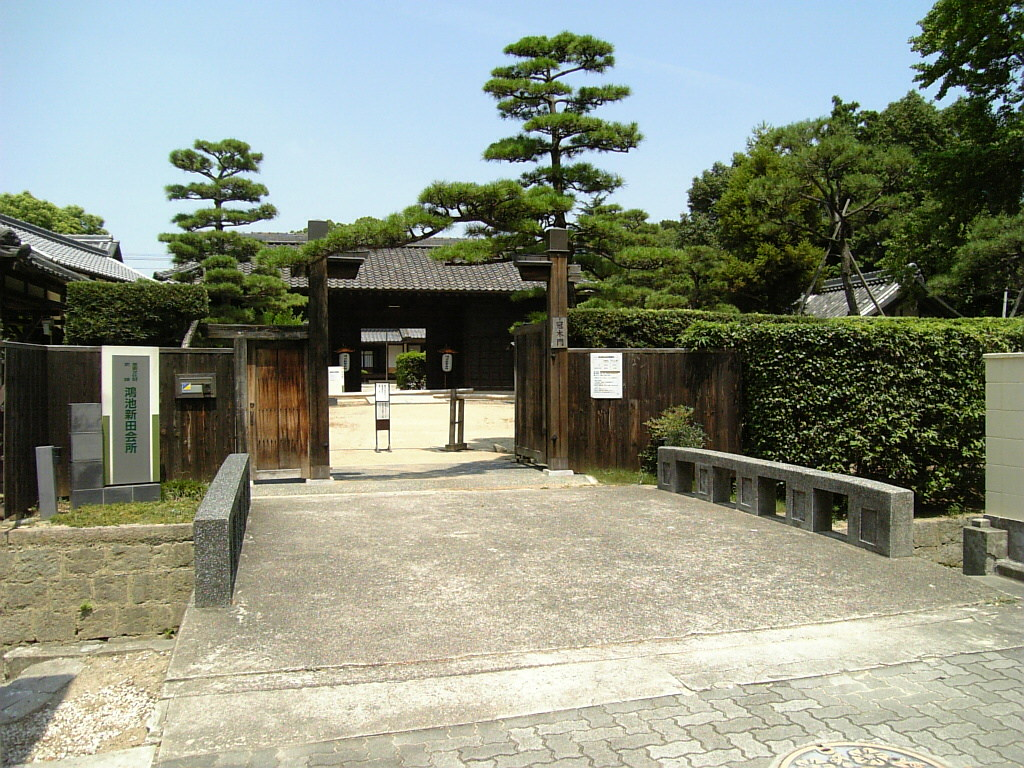
鴻池会所跡（東大阪市）
- なるかわ園地と芝生広場（東大阪市）
- 枚岡公園と梅林（東大阪市）
- 川中邸の屋敷林（東大阪市）
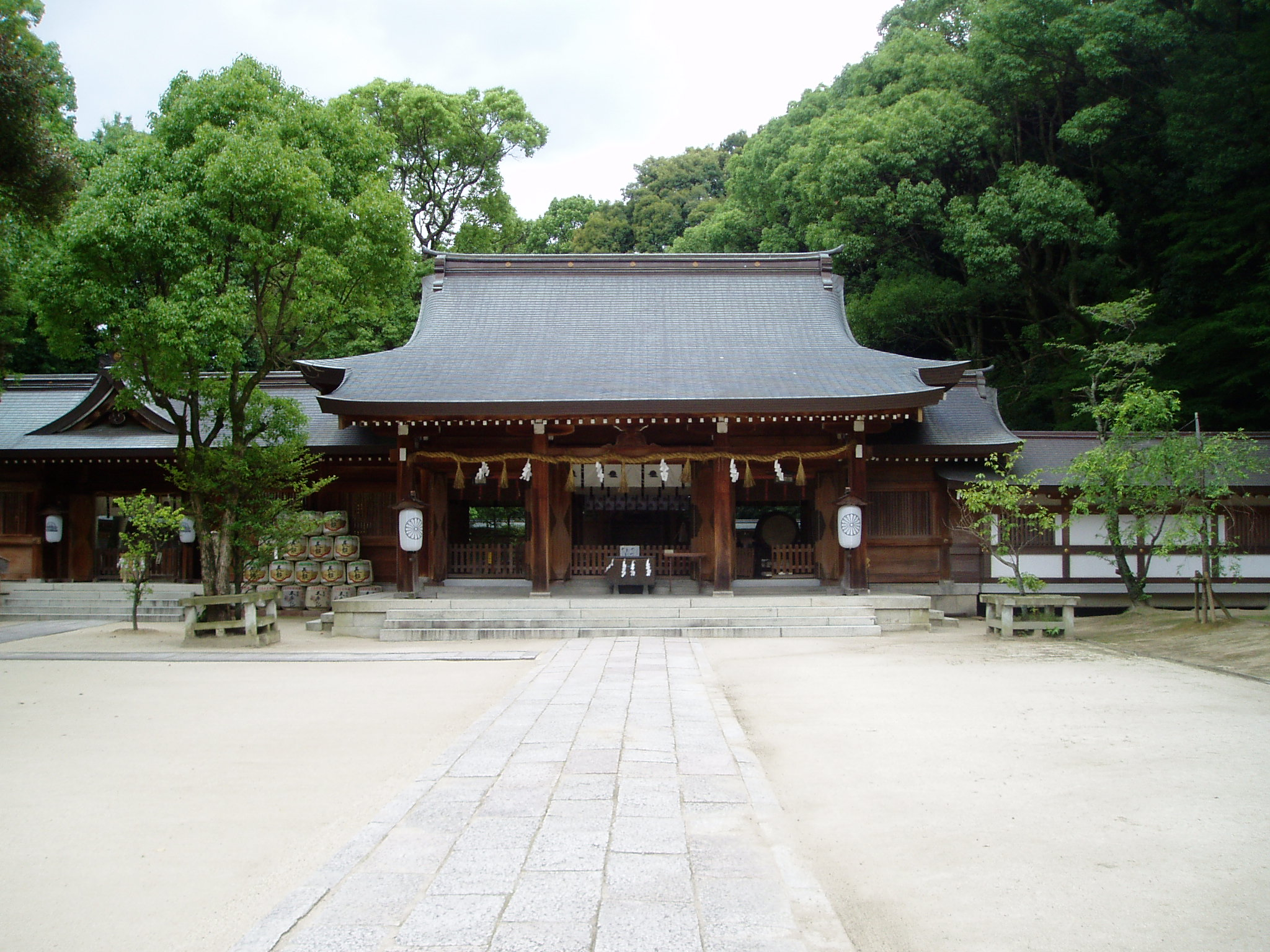
室池（四條畷市）
- くろんど園地とすいれん池（交野市）
- 源氏の滝（交野市）
- 妙見の桜並木（交野市）

- 玉串川
- 萱島の大楠
- 鴻池新田会所跡
- 四條畷神社

### 南河内地域
- 錦織公園（富田林市）
- 美具久留御魂神社（富田林市）
- 天野山金剛寺（河内長野市）
- 岩湧寺の老杉（河内長野市）
- 延命寺の紅葉（河内長野市）
- 河合寺の桜（河内長野市）
- 観心寺（河内長野市）
- 滝畑ダムと四十八滝（河内長野市）

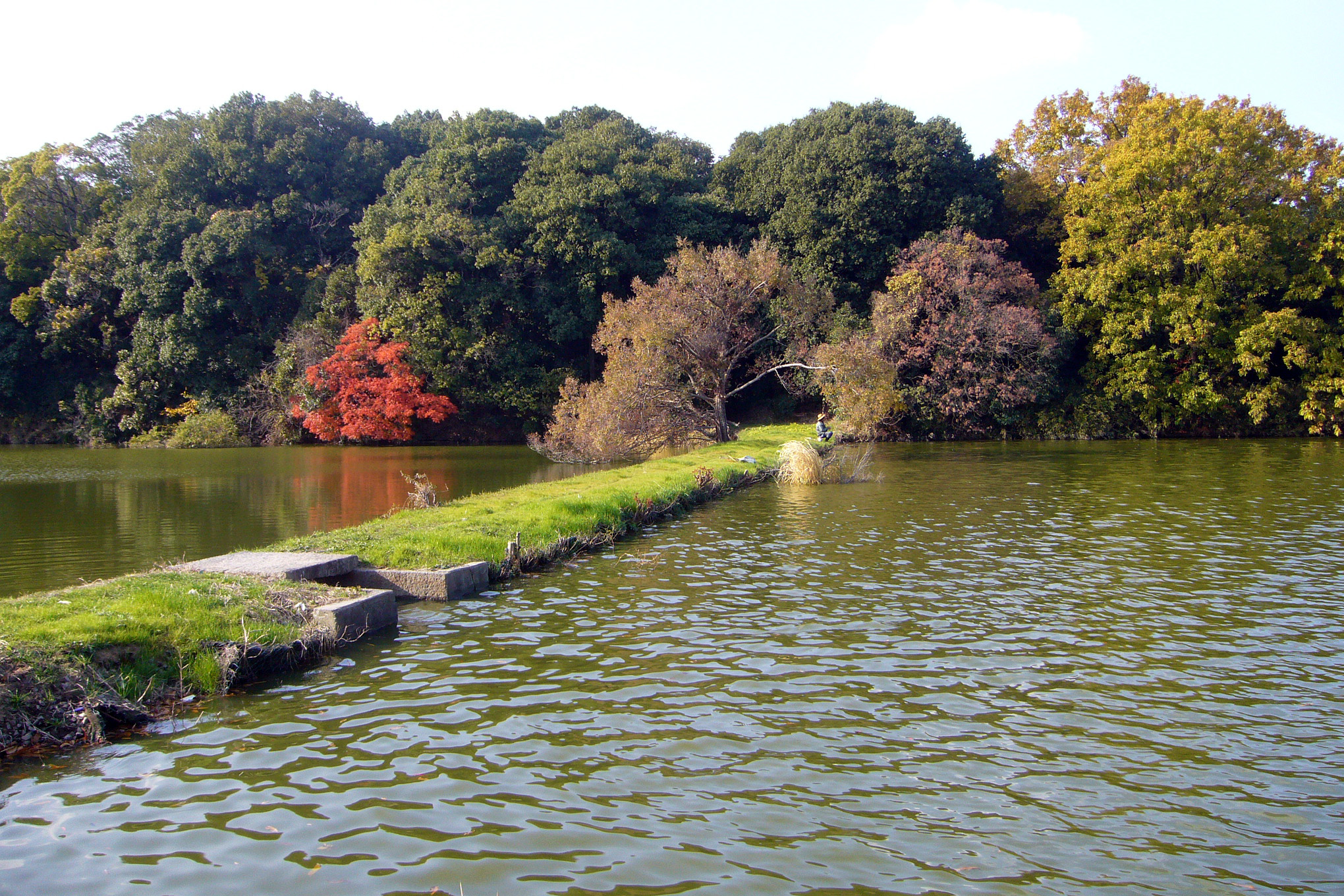
大塚山古墳（松原市・羽曳野市）
- 農林技術センターのイチョウ並木（羽曳野市）
- 壷井八幡宮の楠（羽曳野市）
- 辛国神社参道（藤井寺市）
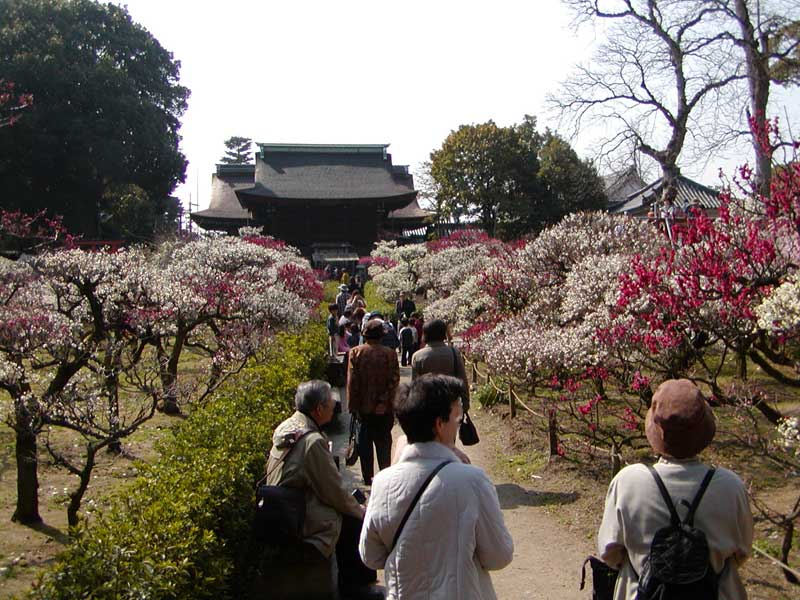
道明寺天満宮の梅園（藤井寺市）
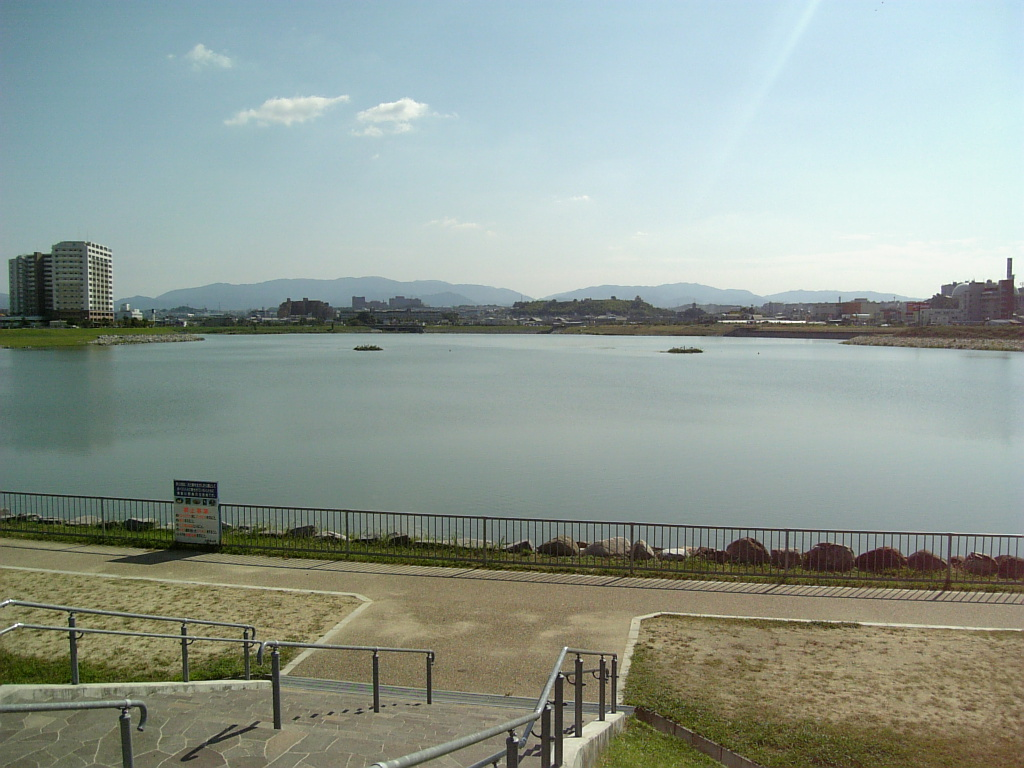
狭山池
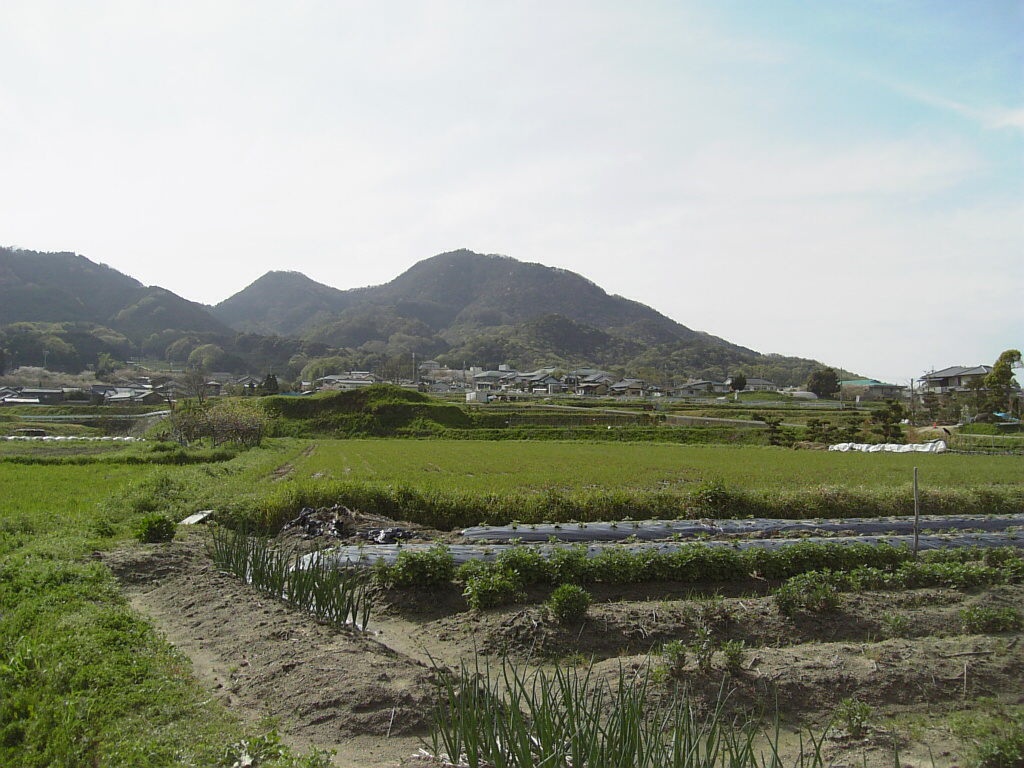
二上山
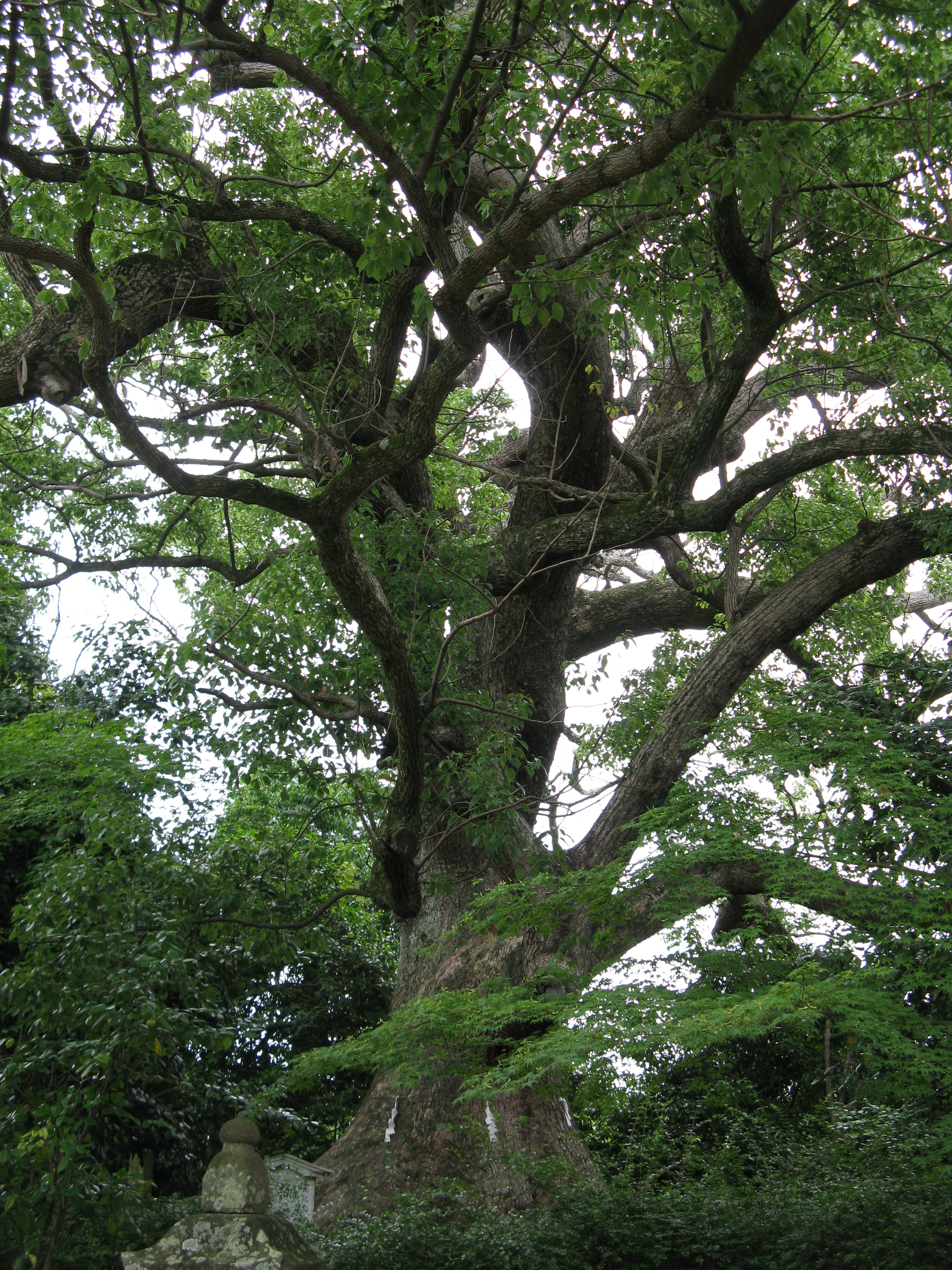
壷井八幡宮の楠
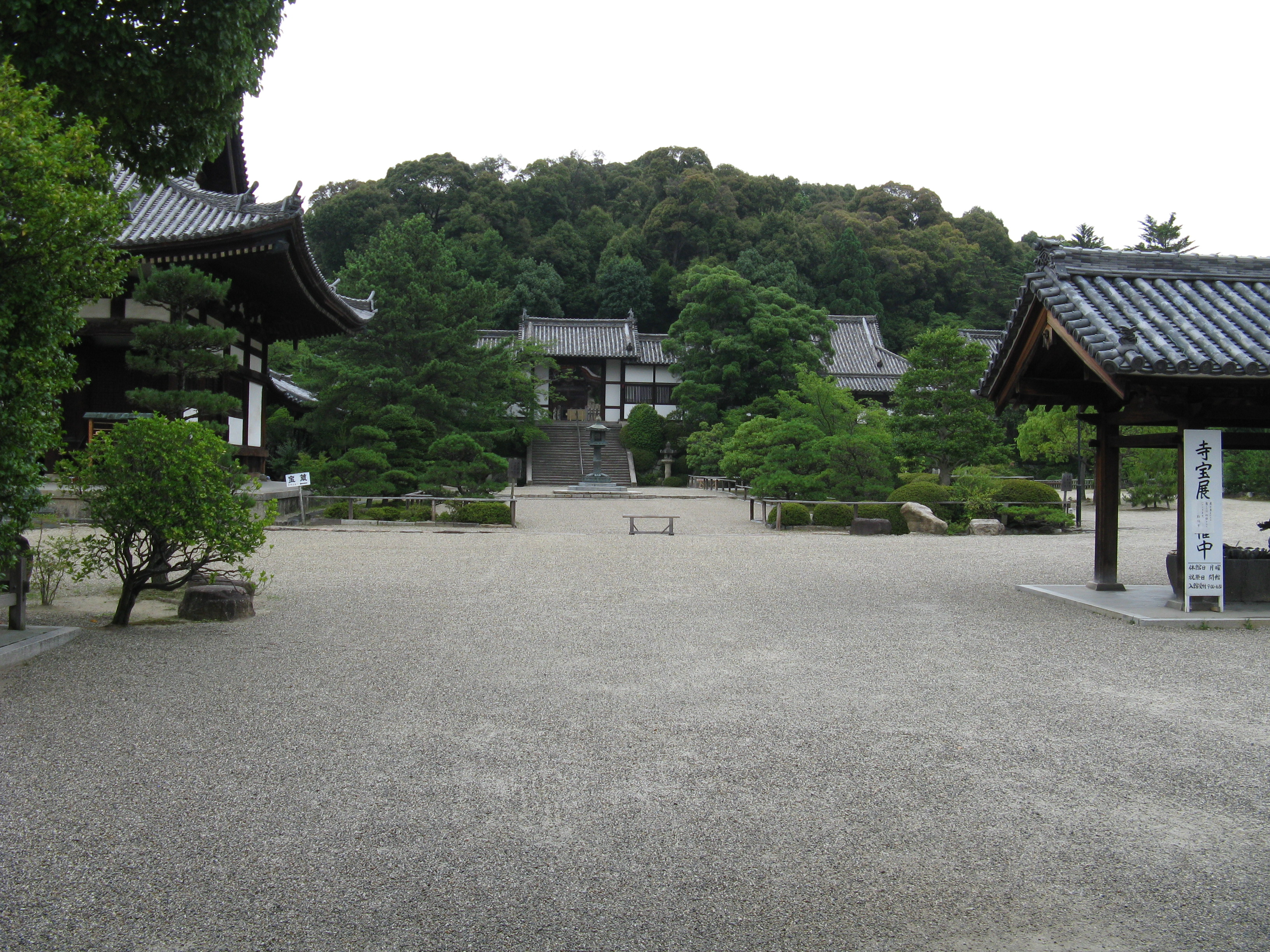
叡福寺
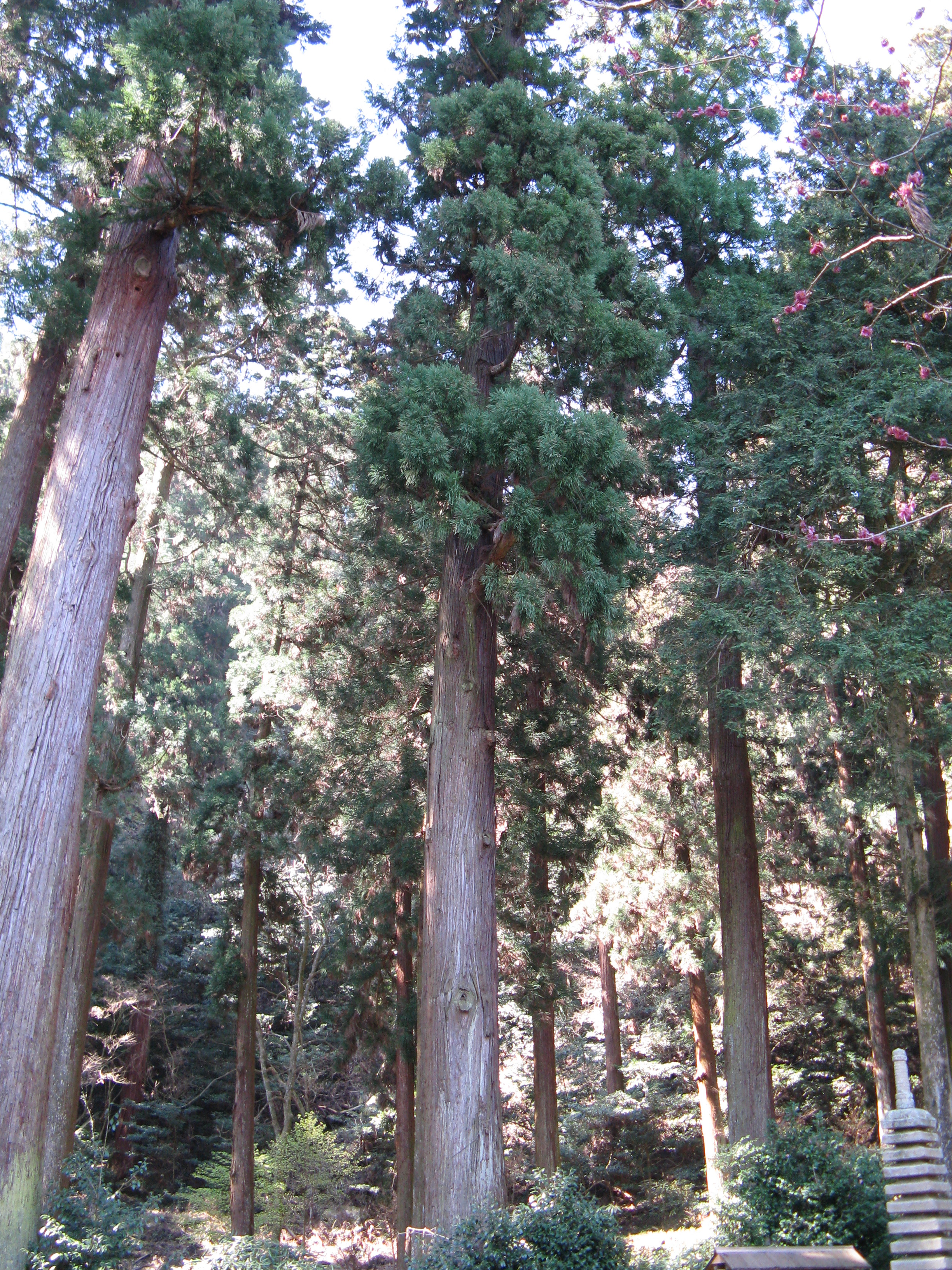
岩湧寺の老杉

- 狭山池（大阪狭山市）
- 狭山神社（大阪狭山市）
- 叡福寺（南河内郡太子町）
- 小野妹子の墓（南河内郡太子町）
- 二上山（南河内郡太子町）
- 弘川寺（南河内郡河南町）
- 金剛山（南河内郡千早赤阪村）
- 千早城址（南河内郡千早赤阪村）
- 舟渡池公園（堺市美原区）

- 大塚山古墳
- 道明寺天満宮の梅園
- 狭山池
- 二上山
- 壷井八幡宮の楠
- 叡福寺
- 岩湧寺の老杉

### 泉州地域

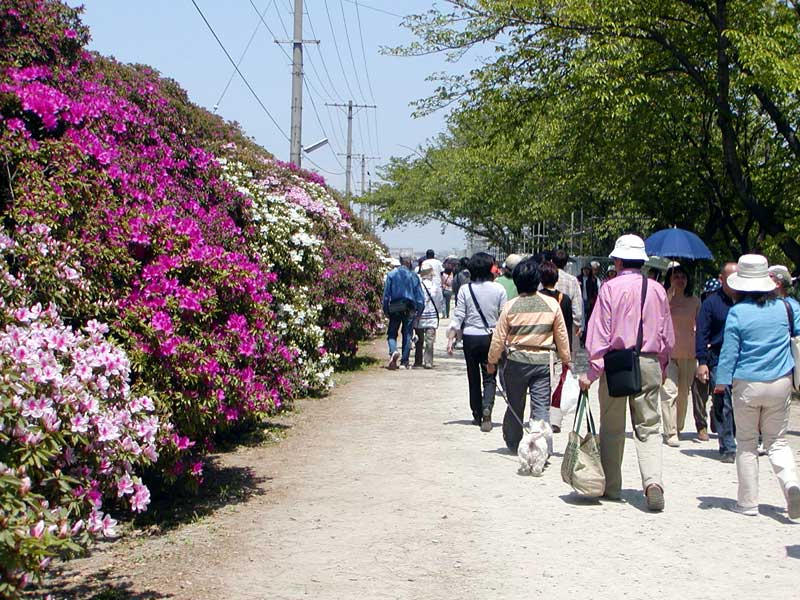
浅香山浄水場のつつじ（堺市堺区）
- 大泉緑地（堺市北区）
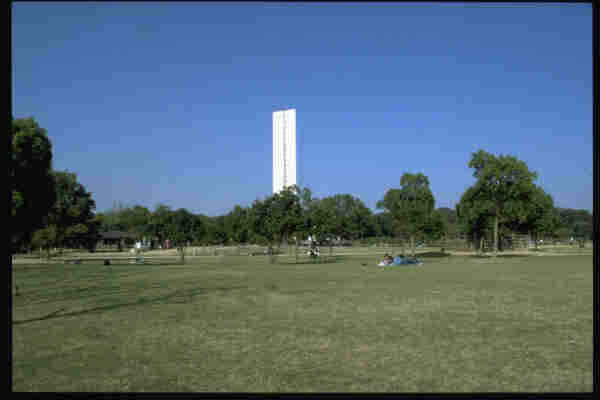
大仙公園と仁徳天皇陵（堺市堺区）
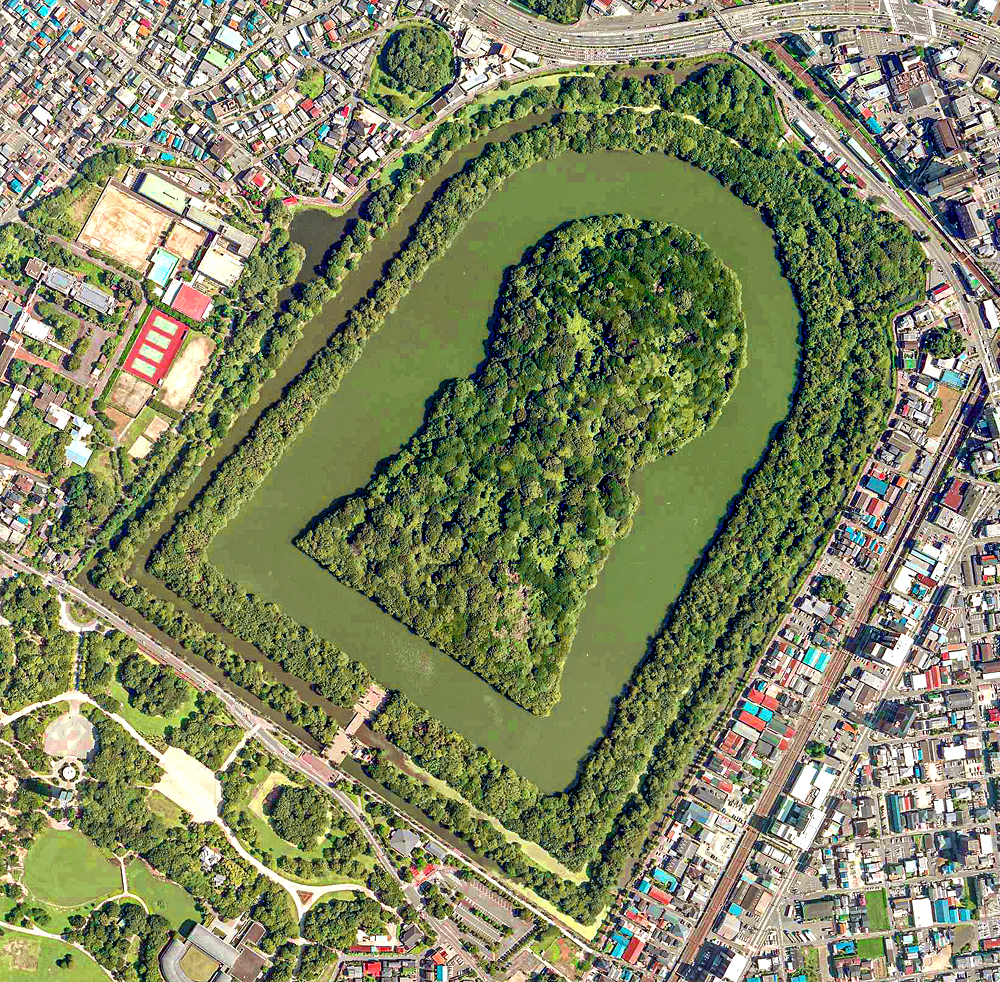
大仙古墳（仁徳天皇陵） 2007年撮影

- 浜寺公園（堺市西区・高石市）
- 美多弥神社のシリブカガシの森（堺市南区）
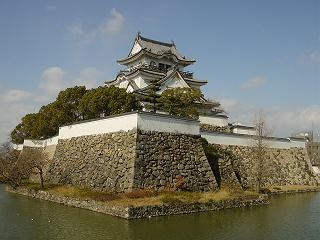
和泉葛城山のブナ林（岸和田市・貝塚市）
- 意賀美神社と雨降の滝（岸和田市）
- 岸和田城（岸和田市）
- 泉穴師神社の森（泉大津市）
- 二色の浜の松林（貝塚市）
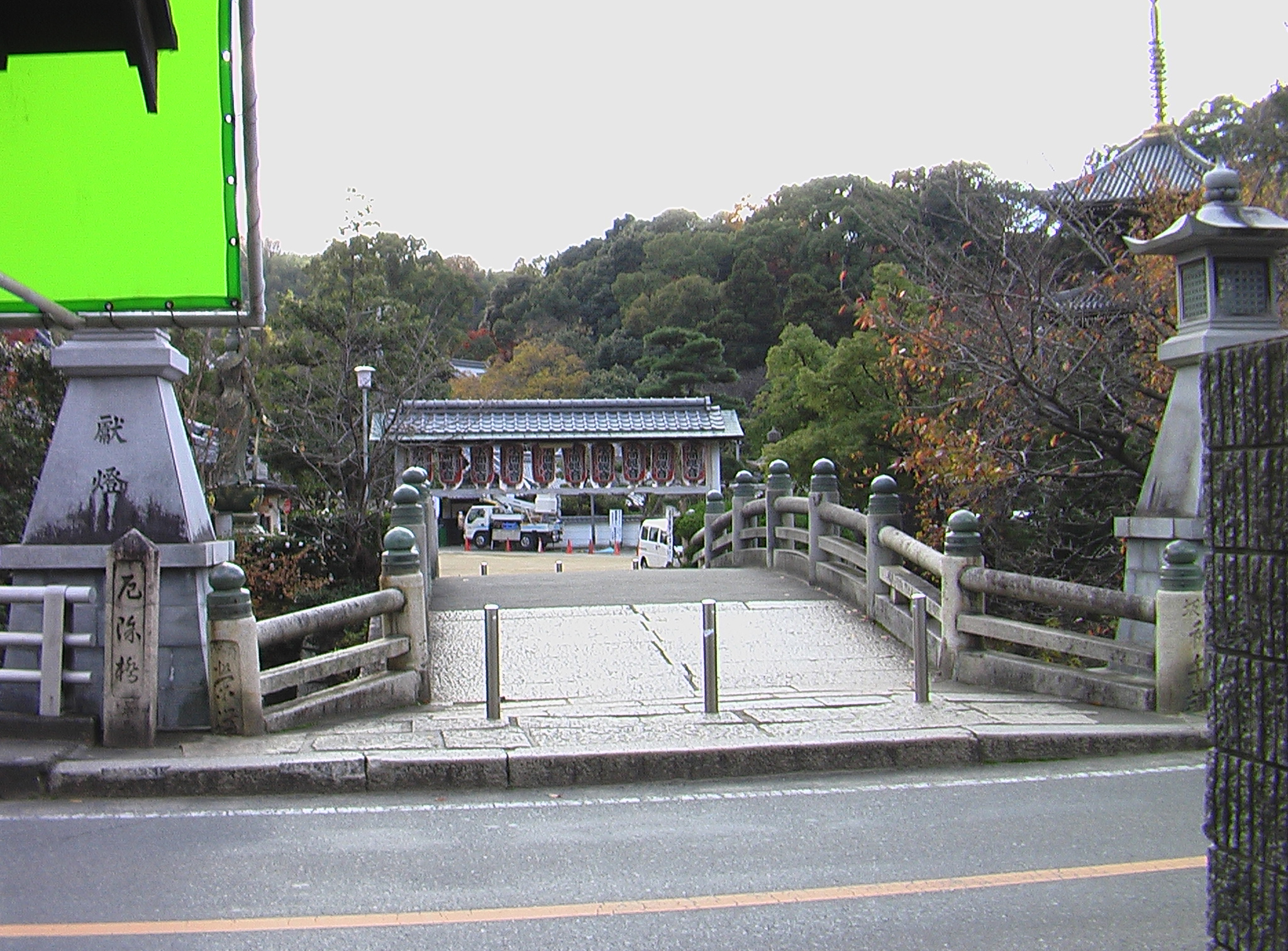
水間観音とその周辺（貝塚市）
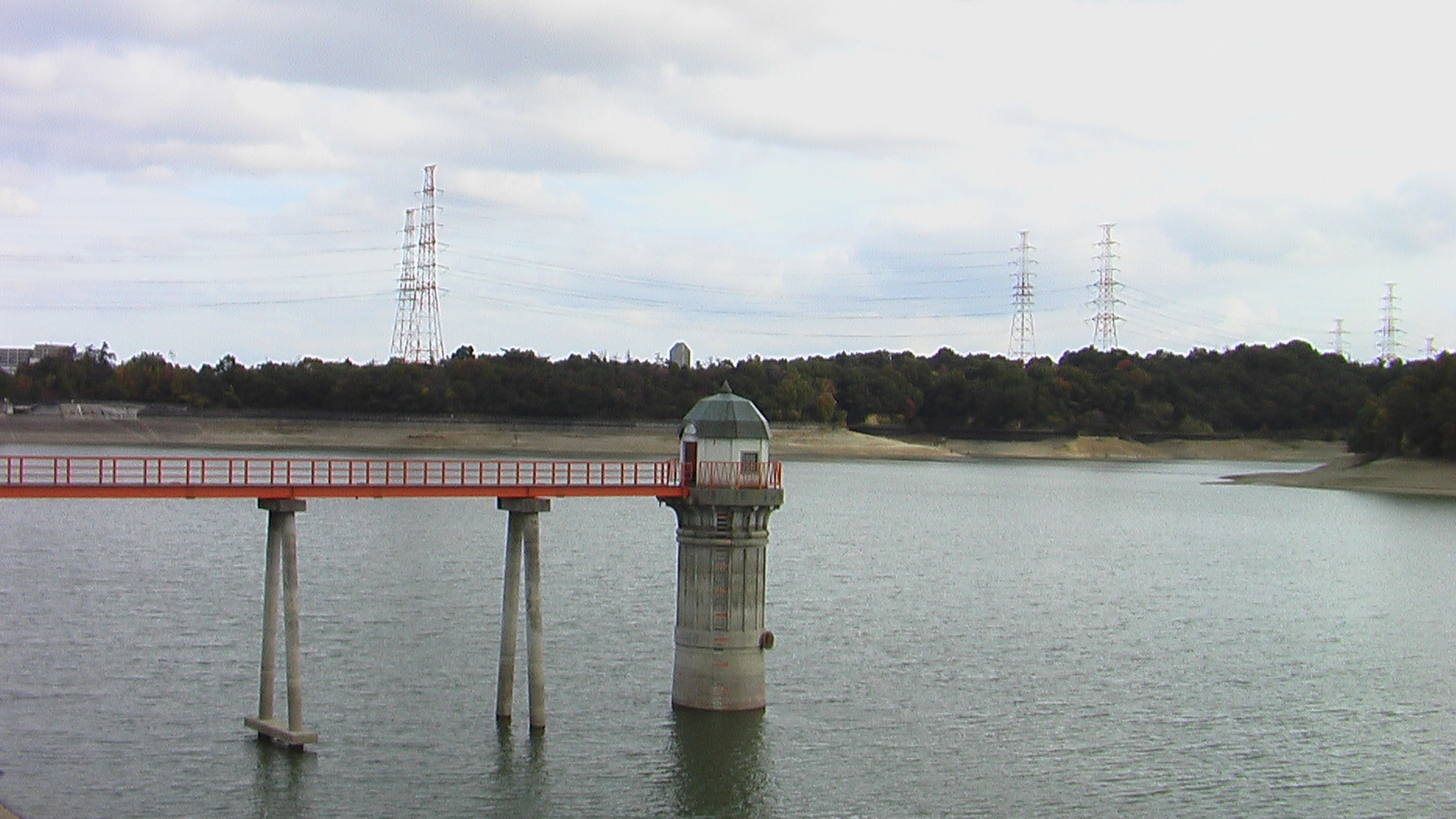
光明池

- 稲倉池（泉佐野市）
- 犬鳴山の溪谷（泉佐野市）
- 大井関公園（泉佐野市）
- 光明池（堺市南区・和泉市）
- 槙尾山と施福寺（和泉市）
- 伽羅橋公園（高石市）
- 岡中の楠（泉南市）
- 男神社の社叢（泉南市）
- 金熊寺の梅林と信達神社（泉南市）
- 堀河ダム（泉南市）
- 永福寺のびゃくしん（泉北郡忠岡町）
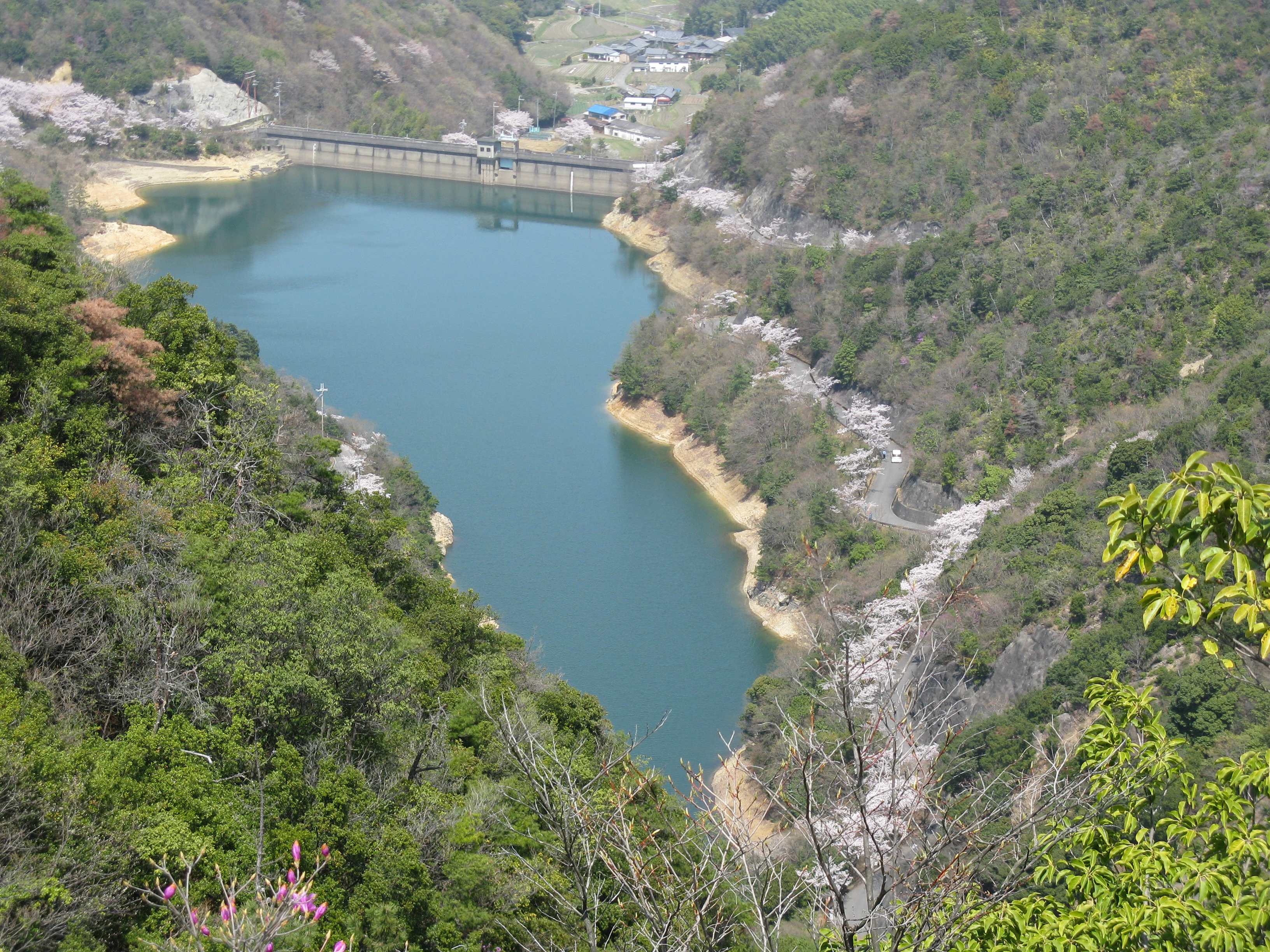
永楽ダムと桜の道（泉南郡熊取町）
- 金乗寺（泉南郡岬町）
- 小島・長松の海岸（泉南郡岬町）
- 淡輪・箱作海岸（阪南市・泉南郡岬町）
- 鳥取ダムと紀泉高原自然休養林（阪南市）

- 浅香山浄水場のツツジ
- 大仙公園
- 大仙古墳（仁徳天皇陵）
2007年撮影
国土交通省 国土地理院 地図・空中写真閲覧サービスの空中写真を基に作成
- 岸和田城
- 水間観音
- 光明池
- 永楽ダムと桜の道